# Kostbares Naß
Kostbares Naß ist ein Kurzdokumentarfilm von Günter Lippmann von 1986 über die Wasserverschmutzung in der DDR.

## Inhalt
Der Film thematisiert die  Verschmutzung von Seen und Flüssen in verschiedenen Gebieten  mit kontrastreichen Bildern. Untersucht werden besonders die Abwasserbehandlung in Olbernhau im Erzgebirge und die Einflüsse des großen Chemiekombinats Buna in Schkopau in die Saale. Gewässerbeauftragte und weitere Verantwortliche äußern sich zu dieser Problematik ebenso wie offizielle Umweltschutzbeauftragte.

## Hintergründe
Günter Lippmann hatte  1980 den ersten umweltkritischen Film der DDR Goldgruben  über das Recycling von Industrieabfällen gedreht, der mit über einer Million Zuschauer auch einer der erfolgreichsten Dokumentarfilme des Landes wurde.
Für Kostbares Naß gelang es ihm, verschiedene Verantwortliche vor der Kamera zu befragen.
Der Film wurde am 23. November 1986 beim Internationalen Dokumentarfilmfestival in Leipzig gezeigt.  Am 27. Februar 1987 war die offizielle Erstaufführung.  Kostbares Naß erreichte  als Vorfilm zu Spielfilmen in Kinos  gute Zuschauerzahlen. Verbotsversuche  von kleineren Funktionären konnten erfolgreich abgewehrt werden.